# Brandon James
Brandon Keith James (nascido em 21 de dezembro de 1987) é um ex-jogador de futebol americano, natural de Saint Augustine, Flórida, Estados Unidos. James jogava como receptor. Ele jogou pela Universidade da Flórida, foi duas vezes All-American e já integrou duas equipes do Campeonato Nacional do BCS. Antes, James jogou profissionalmente pelo Indianapolis Colts, da National Football League (NFL), e pelo Edmonton Eskimos, do Canadian Football League (CFL).